# Faraïlda de Gant
Farailda o Faraildis —Veerle en neerlandès, Pharaïlde en francès— (650, nord de la Gàl·lia; fou una santa que va viure de 650 a 740, el que és en tot cas una excepció per a l'època; va néixer a l'actual Brabant Flamenc i va viure a Steenokkerzeel a Bèlgica, passant una bona part de la seva vida a la ciutat de Bruay-sur-l'Escaut al nord de França; se li atribueixen tres miracles.

## Joventut
La seva família posseïa molts béns en el que és actualment l'Hainaut i el Brabant Flamenc; certs historiadors els assignen els dominis de Geetbroek i Gherbroek prop del castell d'Ham entre Brussel·les i Malines. El seu pare es deia Teodoric (Duiderik en flamenc), i era un noble que acompanyava el rei en les seves campanyes i, en temps de pau, vivia en els seus dominis i vil·les.
Com totes les filles de bona família de l'època, va rebre una sòlida educació religiosa al monestir de Nivelle dirigida per santa Gertrudis.

## Vida a Bruay-sur-l'Escaut
filla de nobles, no va escollir al seu marit, i se la va casar amb Guiu, el fill d'Otó, cap d'una tribu saxona establerta a Bruay-sur-l'Escaut. Guiu va resultar ferir greument en una cacera a cavall, Farailda el va cuidar i es va recuperar lentament però va morir de malaltia. Vídua i sola, aviat va fer innombrables serveis a la població, ja que tenia els mitjans i el saber per fer-ho.

## Miracles
- A Bruay-sur-l'Escaut, va fer sorgir una font colpint el sòl del seu fus per apaivagar la set dels obrers que treballaven per als camps i que no tenien res per beure.
- En un dels seus dominis a Bruay o a Steenockerzeel a Bèlgica seguint les versions dels historiadors, es va establir una bandada d'oques salvatges. Un criat en va capturar una i la va menjar en família. Quan se'n va assabentar Farailda, va demanar que se li portessin les restes de l'oca i li va tornar la vida.
- El tercer miracle és el dels tres pans en pedra. Una senyora demana a la seva veïna que li donés pa, i aquesta última va negar, pretextant que no en tenia quan realment l'acabava de posar al forn i, sota la insistència de la primera, va dir: "Que Déu i santa Farailda converteixen els meus pans en pedra si en tinc més d'un mig a casa meva". Va tenir una sorpresa entrant a casa seva i obrint el lloc del pa, perquè va trobar pedres al lloc dels seus pans. Aquest miracle passa a Steenockerzeel l'any 1300, i és atestat per una relació de 1342, signat per cinc rectors dels voltants i confirmat pel segell de l'arquebisbe de Cambrai i el degà de santa Gúdula de Brussel·les. Els pans de pedra es van portar a l'església de Steenockerzeel quan es va procedir a la demolició de la capella de Geetbroek al començament dels anys 1990 per a l'ampliació de l'aeroport de Brussel·les.

A causa dels seus miracles, santa Farailda és representada sovint amb tres pans i una oca. També pot ser representada tenint un pa a les seves dues mans.

## Mort i veneració
Va morir a l'edat de 90 anys el 740. Va fer innombrables serveis mentre va viure, i la seva mort fou una catàstrofe per a totes les persones que va conèixer. Fou inhumada a la capella dedicada a Sant Joan Baptista que ella mateixa havia construït. Aquesta capella es va convertir en l'església de Santa Farailda, probablement a Bruay sobre l'Escalda (Escaut). La gent hi van començar a pregar just després de la seva mort, ja que la consideraven com una santa i és gràcies a ells que la seva santedat va esclatar. El seu culte fou ratificat el 754. El 810 es parla del santuari de Farailda en la Vita de Salvi d'Albelda, martiritzat a Beuvrage. El 914, en una carta del futur rei Robert (922-923) es parla d'una Basilica beatae Pharaïldis que fou destruïda pels normands durant la seva invasió de 879 - 883. El 1645, una confraria de Santa Farailda fou establerta i confirmada el 1788. El seu cos fou portat a Gant i fou la santa patrona de la ciutat amb Sant Bavó.
En el moment de la demolició de l'antiga església a Bruay-sur-l'Escaut|Bruay el 1892, un cenotafi fpu descobert i datat del segle xii. L'església actual posseeix un reliquiari del segle xv.

## La font
Des de brullar miraculosament de terra, aquesta font, condicionada en pou en el transcurs dels segles que han seguit, fou utilitzada per totes les persones de Bruay-sur-l'Escaut. Els plànols del municipi de la fi del segle xviii ensenyen el seu emplaçament. Es va esgotar a la meitat del segle XX a causa de l'explotació minera molt gormanda en aigua, i fou tancada per una llosa de formigó pel municipi, i després recobert per a la seguretat de les persones. Va ser descoberta el 1990, en el moment del 1250è aniversari de la mort de Santa Farailda, a iniciativa de l'abat de l'època que va demanar el concurs d'un saurí. L'emplaçament del pou va ser descobert sobre la vorera davant la casa n° 199 del carrer Ledru-Rollin. Una llosa de marbre vertical i una obra de maçoneria representant un pou ha estat col·locada a l'indret de la font.